# الرئيس التنفيذي للالتزام البيئي
الرئيس التنفيذي للالتزام البيئي (بالإنجليزية: Chief environmental commitment officer)‏ ويقال أيضا كبير المسؤولين الأخضر (بالإنجليزية: Chief green officer): هو رئيس مؤسسي مسؤول عن تنفيذ وإدارة التزام الشركة بالحد من انبعاثات الكربون وحماية البيئة، وهو المسؤول الإداري الأعلى لبرامج ومبادرات التعليم الصديقة للبيئة للمنظمة التي يعمل بها، حيث يشارك المسؤولية مع الرئيس التنفيذي والمدير التنفيذي لتوجيه البحث وتطوير التقنيات الجديدة.